# 特殊相対性理論
特殊相対性理論（とくしゅそうたいせいりろん、独: Spezielle Relativitätstheorie、英: Special relativity）は、あらゆる慣性系間の等価性を公理とした物理学の理論である。特殊相対論（とくしゅそうたいろん）とも訳される。特殊相対性理論は一般相対性理論に包含される理論であるが、一般相対論と特殊相対論を特に区別せずに、相対性理論と呼称されることもある。光速に近い速度で相対移動する観測者対について古典力学 (ニュートン力学)は一般に実験事実と整合しないが、特殊相対性理論においては、観測者に固有の（あるいは観測者間の互いの）時間と空間の測量について定式化することで、これらの関係・法則を捉える。

## 概要
力学において、電磁気学の説くところによれば、観測者あるいは観測対象の慣性運動を伴う実験において、その結果には従来のニュートン力学の示すところと不整合が生じ得る (#特殊相対性理論に至るまでの背景)。アルベルト・アインシュタインは1905年に発表した論文において特殊相対性理論を発表し、電磁気学的現象まで含めた慣性系間の等価性を公理として、以下の帰結を示した。
- ある観測者に対する、時間の経過と空間中の移動速度との関係
  - 相対運動する座標系における時間の経過
  - 相対運動する座標系における、“ローレンツ収縮”の空間上の形状にかかる効果
- 質量とエネルギーの等価性

特殊相対性理論はニュートン力学では説明できなかった事柄をことごとく説明しており、とりわけ、ニュートン力学が矛盾をきたす光速度に近い速度で運動する物体の力学的挙動に対して、その実験事実によく整合する。こういった経緯から、特殊相対性理論を含む相対性理論は、現代物理学において重要な一体系として支持されている。定性的には、物体に対するエネルギーの放出・吸収にともなったその質量の減少・増加などが確認されている。
その名の通り、特殊相対性理論は一般相対性理論に包含される特殊論である。一般相対性理論が重力をはじめとする外力（あるいは慣性力）のある非慣性系等の定式化を含むものであるのに対して、特殊相対性理論では慣性力のはたらかない状況（たとえば加減速のない状況）、すなわち慣性系を主眼に据えて扱う。慣性系は非慣性系を含むあらゆる座標系の特殊・特別な場合のひとつであるので、本理論はこれを指すために「特殊」の語を冠して特殊相対論と呼称している。

## 特殊相対性理論に至るまでの背景

### ニュートン力学とガリレイの相対性原理
ニュートンは力学を記述するに当たって以下のような、「絶対時間と絶対空間」を定義した。
| 「                                  | 絶対時間 その本質において外界とはなんら関係することなく一様に流れ、これを持続と呼ぶことのできるもの 絶対空間 その本質においていかなる外界とも関係なく常に均質であり揺らぎがないもの | 」 |
| —ニュートン（『プリンキピア』より） | |    |

すなわち、時間と空間は、そこにある物体の存在や運動に影響を受けないと仮定した。これをもって、我々が日常的直観として抱いている時間や空間に対する根本的感覚を表そうとした。この絶対時間をかかげるニュートン力学においても、あらゆる慣性系は本質的に等価（すなわち相対的）でもある。ニュートン力学では、2つの慣性座標系(慣性系Aおよび慣性系B）における同一点A = (t, x)とB = (t′, x′)を示す関係は、次に示すガリレイ変換によって結ばれている。
(t′, x′) = (t, x − v t)
ここで t, x は慣性系Aにおける時刻と位置であり、t′, x′ は慣性系Bにおける時刻と位置である。v は、慣性系Aから見た慣性系Bの移動速度である。
狭義の例を示すならば、ある座標系Aに対して等速直線運動する別の座標系Bがあるとして、これら二つの座標系は本質的に等価（相対的）である。すべての基準となる静止座標系といった概念は、上式では規定されておらず、力学の法則はあらゆる慣性系からの観測について本質的に同一である。すなわち、ガリレイ変換によって形式が変わらない。ガリレイ変換におけるニュートンの運動方程式の不変性、すなわち、この変換でつながる座標系間の等価性は、 ガリレオの相対性原理 (Galilean invariance) と呼ばれる。ニュートン力学は、少なくとも当時に再現し得た諸実験事実と整合し、その矛盾があらわになる時代を迎えるまで（以下節）、力学の普遍的法則とも捉えられた。

### 電磁気学/光学の相対性原理との矛盾
19世紀後半になると、当時既に知られていた電磁気学に関するいくつかの基礎方程式群が、ジェームズ・クラーク・マクスウェルにより系統化され、マクスウェル方程式としてあらわされた。マクスウェル方程式の自由空間における解のひとつは電磁波である。この解が示す電磁波の伝播速度は、当時知られていた精度での光速度 c とよく一致した。このため、光と電磁波が同一のものと捉えられ、マクスウェル方程式は、電磁気学の基礎方程式であるのみならず、光の挙動を記述する支配方程式とみなされるようになった。
同時期において光学分野では、光の回折現象が知られていた。これを説明するために、光を波の伝播と見做す光の波動説が見出され、その支持が広まった。光の波動説では、光も空間を伝播する「もの」であるため、光が伝わる媒質であるエーテルなるものが宇宙に満たされているという仮説が、ホイヘンスにより提案された。
光の波動説およびエーテルを前提とした議論では、エーテルに対して静止している理想的な座標系においてマクスウェル方程式は実験事実をよく支持し、有用な基礎物理方程式とみなされた。その一方で、エーテルに対して運動する基準系から見た状況について、次第に関心が寄せられるようになっていった。
ニュートン力学の基礎方程式であるニュートンの運動方程式は、ガリレイ変換による座標変換のもとで本質的には形を変えない。しかし、電磁気学の基礎方程式であるマクスウェル方程式は、ガリレイ変換のもとで形式が本質的に変化してしまう。この数式上の変化は、マクスウェル方程式が真に成り立つ慣性系がこの世界のどこかにあり、（形式を変化させずに）マクスウェル方程式が別の慣性系においても成立できる「ガリレイ変換でない新たな座標変換」が必要だと予想された。
ヘルツはこの変形された方程式を運動座標系における電磁場の支配方程式として導出したが、Wilson や Röntgen–Eichenwald の実験によって否定された。当時の電磁気学についての問題提起として、たとえば以下のようなものが挙げられる。
- 光の伝播速度は実験的に光源の速度に依存しないことが判っている。にもかかわらず、その媒質（エーテル）が存在しないとすることは理解しがたい（よって、エーテルがあるに違いない）。
- エーテルの存在を仮定するならば、エーテルに対して静止する「絶対静止系」が存在することになる[注 2]。これは、絶対空間を否定する相対性原理に反し得る。[9]

このような光の速度と観測者・光源の運動（運動する座標間の変換）に関して混迷した状況があり、なんらかの新たな実験及び理論が求められる状況であった。そのようななか、「ガリレイの相対性原理を是とし、光の速度が慣性系に依存するのであれば、様々な異なる慣性系（運動座標系）から光の速度を計測すれば、マクスウェル方程式と一致する"ただ一つの静止基準系"が見つかるであろう」との発想からマイケルソン・モーリーの実験が行われた。

### マイケルソン・モーリーの実験

#### エーテル前提の解釈
マイケルソン・モーリーの実験 (Michelson–Morley experiment)にて、両氏は、地球の公転移動に着目した。実験空間の環境下において、公転運動の進行方向の前後に対してエーテルの「風」が吹くことを想定して、そこで伝播する２経路の光の干渉縞を見ることを通じて、光のエーテル中の伝播速度を精密に測定しようと試みた。これにより、エーテル中における観測者の移動速度（ここでは地球の公転速度）の影響を調べられると考えたのである。これは当時の技術で十分に機能できる手法であった。しかしながら、光の速度に有意の差異は認められず、両氏の期待した観測者移動速度の影響（「エーテルの風」の効果）は実験的に支持されなかった。この当時は「観測者の運動の光速度に及ぼす影響について、”予想されていた水準”よりは、無に近いか全く無いものであろう」と結論された。
一方で、上記の実験を支持できる物理体系を見出す試みとして、ヘルツ、フィッツジェラルド、ローレンツ、ポアンカレなどの学者は、エーテル説に付け加えて、辻褄合わせのための仮定を付与することで実験事実と理論を整合させようと試みた。例えばローレンツとフィッツジェラルドは各々独立に、運動する物体が「エーテルの風」を受けて収縮するフィッツジェラルド=ローレンツ収縮（ローレンツのエーテル理論）を提示した。フィッツジェラルド=ローレンツ収縮によって、マイケルソン・モーリーの実験では「エーテルの風」の効果がキャンセルされたと説明しており、その際の収縮の度合いを説明する座標変換式（ローレンツ変換、Lorentz transformation）を定式化した。しかしながら、この座標変換の理解のみでは検証可能性を欠いていた。他方で、ローレンツとポアンカレは、時間の流れが観測者によって異なるとする「局所時間」という相対性理論の萌芽ともいえる思索を提起し、Wilson や Röntgen–Eichenwald の実験に合致できる電磁場の方程式を導出していた。
以上の理論はいずれも数式上は実験事実と合致しており、現代物理学が支持するアインシュタインの理論とも整合する。すなわち、このような数式を持ち込みさえすれば、従来の物理理論との実験上の矛盾はひとまず解消されるということは、一定の成果ではあった。しかしこれらの理論は、あくまでもエーテル仮説（絶対空間の存在）と光速度不変則（実験事実）の食い違う部分のみを解消する為に導出された解決策に過ぎず、たとえば下記のような疑問について、理論上・実験上の不満を残した。
- 運動する物体が、実際に縮むことなどあり得るのか？　実際に縮むのであれば、その物体の破壊には影響するのか？[注 9]
- 数式上導入された「局所時間」を、物理学の体系としてどう解釈するのか？[注 10]

#### ガリレイ原理にのっとった解釈
ガリレイ等価原理に則るならば、マイケルソンらの実験結果を整合するように解釈するには、物体の移動速度と位置と時刻の関係について、まったくの未知の法則の発見が必要であることを示すのみである。
結局、以上までの一連の経緯を経て当時の物理学が得たものは、光速は不変という実験事実が分かったこと、および、時間や空間の絶対的均質性といった前提が揺らいだことであった。前提の思想として「絶対空間」や「絶対時間」に拘泥しがちな一方で、「絶対空間」ではないはずの実験環境下で精密測定される光の速度はどれも一定値（有意の差のない範囲で同一・不変）であり、それに整合する一応の理論は構築可能であった。このように、時間・空間に対する思想と実験結果に対する（いわば応急措置的な）理論の間に、ある種の不調和ともとれる状況があった。そういった従来の疑わしい前提を排除したうえで、新たに基礎的な物理法則体系を提唱・検証する必要が生じていた。これを成し遂げたのが、当時アマチュアの物理研究家であったアインシュタインであった。

## 特殊相対性理論の基礎
アインシュタインは、自身のいくつかの（主に3つの）論文 を通して、「特殊相対性理論」を確立した。その大部分は、１つ目の論文「運動物体の電気力学について ON THE ELECTRODYNAMICS OF MOVING BODIES」に記されている。本節では、アインシュタインの「運動物体の電気力学について」を軸に据えつつ、後世の補足・解釈も踏まえながら、特殊相対性理論の基礎となる部分（公理と数学的準備）について説明する。

### 『運動物体の電気力学について』概要
アインシュタインによる著作「運動物体の電気力学について」は、序文と10個の節からなる。第5節までは「力学」、第6節以降は「電気力学」とそれぞれ題されている。序文の中で「相対性原理」と「光源の運動と無関係に光速は一定である」という２つの前提が示されている。この２条件をもって、”静止物体のためのマクスウェル理論に基づいて運動物体を論ずるのに十分”と述べられている。

### 指導原理
アインシュタインの原論文における特殊相対性理論では、以下の二つの事柄を指導原理（前提条件、公理）として、その物理学的枠組みが展開されている。#特殊相対性理論に至るまでの背景に述べた「エーテルに対して動いていない”特別なひとつの慣性系”が存在するはず」という思想からの脱却である。
特殊相対性原理
物理法則に関してすべての慣性系は対等である。すなわち、あらゆる慣性系において物理法則を記述する運動方程式は、その形式が不変である。
光速度不変の原理
真空中の光の速さは光源の運動状態に無関係である。
特殊相対性原理は運動方程式がある種の座標変換に関して共変であるべき、との原理である。なお、アインシュタインの最初の論文では単に「相対性原理」と呼ばれていた。のちに一般相対性理論が世に出てから、それと区別するために「特殊相対性原理」と呼ばれるようになった。
光速度不変の原理は相対性理論構築に必要な最低限の要請をマクスウェル理論から抽出したものであり、物理的に新しい主張を含むのは特殊相対性原理のみである。
なお、現代では光速度不変の原理として以下のような表現を採用する流儀も多い。
「真空中の光の速さは一定であり、どの慣性系で測定しても同じ値をとる」
しかし、これは本来、特殊相対性原理と（原論文の）光速度不変の原理から、次に記すように演繹される内容である。
いま、ある慣性系Sと、Sに対して一定方向に速さvで運動する慣性系S'を考える。光速度不変の原理より、慣性系Sにおいては、あらゆる光の速さが光源の運動状態によらず一定値をとる。ここではそれをcとする。同様に、慣性系S'においては、あらゆる光の速さがc'と観測されるとする。このとき、慣性系間の等価性を主張する特殊相対性原理に従うならば、c' = cであることが言える。すなわち、「全ての慣性系において、あらゆる光源からの光の速さは一定値cである」という主張は、アインシュタインの原論文の二つの指導原理から導出可能である。このように、光の速さのような物理定数は全ての慣性系で同一の値をとることを、特殊相対性原理は含意しているのである。
以上の指導原理に加えて、主に次の2つの要請を満たすことを要求としたうえで、特殊相対性理論は構築されている。
「特殊相対性理論は、電磁気学（マクスウェル方程式）と整合するべきである」
光の支配方程式とされるマクスウェル方程式には、当時は観測者の運動の効果（慣性系から別の動く慣性系への座標変換への対応）が抜けているとされていた。しかし、光速度を不変とする特殊相対性理論の思想的枠組みを取り入れれば、座標変換を考慮に含めても、マクスウェル方程式自体は修正不要であることが示されている（#特殊相対性理論における電磁気学）。
「特殊相対性理論の成果は、それまでのニュートン力学と両立すべきである」
特殊相対性理論で用いる慣性座標系間の変換則は、非相対論的極限 (v / c → 0) においてガリレイ変換に漸近する（ここで v は2つの慣性座標系間の速度で、c は真空中の光速度である）。そのため、この条件下では、ガリレイ変換のもとで不変のニュートン力学との齟齬はないことが示されている。
なお、これら指導原理や諸要請の他にも、従来の物理学から継承される「空間の等質性」や「空間の等方性」といった暗黙の前提は、特殊相対性理論においても基礎とされている。

### 変換則の形態
以上の指導原理と諸要請・前提を満たすべく、特殊相対性理論においては、2つの慣性系の間の座標変換則を次のように導入する（実際に特殊相対性理論で用いられる座標変換「ローレンツ変換」を導く）。以下では、c を不変の光速度とし、時刻 t の代わりにc を乗じた ct を用いることとして、時間軸と空間軸を統一的に扱って述べる。
今、慣性運動する2人の観測者（すなわち何ら外力のかかっていない観測者）A、Bがある一点ですれ違ったとする。A の慣性系における位置と時刻を表す座標系を (ct, x) 、B の慣性系における位置と時刻を表す座標系を (ct′, x′) とする。ここで、2つの時刻 ct、ct′ は各観測者に独立なものである。すなわち、特殊相対性理論においてここでまさに、絶対時間が放棄されている（二人の観測者に共通の「絶対時間」はどこにも存在しない）。もちろん、位置座標軸も各観測者に独立固有の存在であり、二人の観測者に共通の空間的尺度「絶対空間」もない。なお、以降では便宜上、二人の観測者がすれ違った際に、位置と時刻の起点（一般に原点・ゼロ点）を規定することが多いが、位置と時刻の起点は再現性のある然るべき手段によって適宜取り直してもよい。また、二人の観測者に共通の絶対時間も絶対空間も存在せず不可知である一方で、それぞれの観測者が（何らかの手段で）もう一方の観測者が観測した時刻・位置の値を知ることは一般に妨げられない。
ここで、2つの座標系の間の一般的な変換規則の数学表現として、テイラー展開による座標変換規則をまず考える。(ct, x)あるいは (ct′, x′) という表現から示唆されるように、各慣性系での時刻・空間座標の数値の組は4次元の行ベクトル・列ベクトルとして扱える（時刻(1次元)と空間(3次元)をあわせた4次元。下記では縦ベクトル(列ベクトル)の表記を用いる）。一般に座標変換規則は、何らかの定数ベクトル b→ と行列 Λ （この場合では4行4列の行列）とを用いて、次のように記述できる。
{\displaystyle {\begin{pmatrix}ct'\\{\boldsymbol {x}}'\end{pmatrix}}={\vec {b}}+\Lambda {\begin{pmatrix}ct\\{\boldsymbol {x}}\end{pmatrix}}+}（二次以上の項）
AとB が最も接近してすれ違った際において、位置と時刻を双方の座標系の原点と定めると、 b→ = 0→ と簡略化することができる。また、特殊相対性理論においては、外力の無い慣性系を前提とする。このことから、上式の二次以上の項はゼロとできる（二次以上の項があると、AとB が相互に加速度運動していることとなり、慣性系であるという要請から外れる）。以上の諸仮定をもとに、次に示す線形変換の形態として、特殊相対性理論に則った座標変換則を得ることができる。
{\displaystyle {\begin{pmatrix}ct'\\{\boldsymbol {x}}'\end{pmatrix}}=\Lambda {\begin{pmatrix}ct\\{\boldsymbol {x}}\end{pmatrix}}}
すなわち、特殊相対性理論においては、物理現象は4次元のベクトル空間で記述される。慣性系はその4次元ベクトル空間の基底であり、各慣性系の間の座標変換は行列Λによる線形写像である。

### 世界間隔
上記であつかった空間の3次元に時刻(1次元)を加えた4次元の時空間における点を世界点と呼ぶ。
ある慣性座標系から見て、ある時刻 t1 に、3次元空間上のある位置 x1 を光が通過したとする。その後、この光が時刻 t2 に位置 x2 まで伝播したとする。光速度は不変量 c であるので、これは
{\displaystyle {\frac {|{\boldsymbol {x}}_{1}-{\boldsymbol {x}}_{2}|}{|t_{1}-t_{2}|}}=c}
すなわち、
{\displaystyle c^{2}(t_{1}-t_{2})^{2}-|{\boldsymbol {x}}_{1}-{\boldsymbol {x}}_{2}|^{2}=0}
である事を意味する。
世界点 1 と世界点 2 の間に定義される量
{\displaystyle s_{12}:={\sqrt {c^{2}(t_{1}-t_{2})^{2}-|{\boldsymbol {x}}_{1}-{\boldsymbol {x}}_{2}|^{2}}}}
を世界間隔もしくは世界距離と呼ぶことにする。ある慣性系において s122 = 0 が成り立つならば、特殊相対性原理から、他の任意の慣性系でも s′122 = 0 が成り立つことになる。ここで、微分表現を採用して、これらの微小世界間隔を次のように表記する。
{\displaystyle \mathrm {d} s^{2}:=c^{2}(\mathrm {d} t)^{2}-|\mathrm {d} {\boldsymbol {x}}|^{2},\quad \mathrm {d} s'^{2}:=c^{2}(\mathrm {d} t')^{2}-|\mathrm {d} {\boldsymbol {x'}}|^{2}}
これらは同次微小量であることから、
{\displaystyle \mathrm {d} s^{2}=a\mathrm {d} s'^{2}}
という関係式が成り立つ。ここで、この係数 aは時間と空間の一様性から時間と座標に依存せず、空間の等方性から慣性系間の相対速度の方向に依存しないことが要請される。したがって、慣性系間の相対速度の絶対値にのみ依存する。特殊相対性理論において、微小世界間隔の不変性、すなわち、a(|V|) ≡ 1であることを示す手法は、たとえば以下の2つが存在する。

#### 逆変換に関する要請を利用する手法
２つの慣性系 K1, K2 の間の相対速度を Vとすると、それぞれの慣性系における微小世界間隔 ds1, ds2および係数 a(|V|) についての関係式として、逆変換に対する要請から
{\displaystyle \mathrm {d} s_{1}{}^{2}=a(|{\boldsymbol {V}}|)\mathrm {d} s_{2}^{2},\quad \mathrm {d} s_{2}{}^{2}=a(|{\boldsymbol {-}}V|)\mathrm {d} s_{1}{}^{2}}
が得られ、代入して
{\displaystyle a(|{\boldsymbol {V}}|)^{2}=1}
が得られる。a(|V|) > 0よりa(|V|) ≡ 1が得られる。

#### 速度合成に関する要請を利用する手法
三つの慣性系 K1, K2, K3 の間の相対速度を V12, V23, V31 とすると、それぞれの慣性系における微小世界間隔 ds1, ds2, ds3 および係数 a(|V|) についての関係式として
{\displaystyle \mathrm {d} s_{1}{}^{2}=a(|{\boldsymbol {V}}_{12}|)\mathrm {d} s_{2}^{2},\quad \mathrm {d} s_{2}{}^{2}=a(|{\boldsymbol {V}}_{23}|)\mathrm {d} s_{3}^{2},\quad \mathrm {d} s_{3}{}^{2}=a(|{\boldsymbol {V}}_{31}|)\mathrm {d} s_{1}^{2},}
{\displaystyle \therefore {\frac {a(|{\boldsymbol {V}}_{12}|)}{a(|{\boldsymbol {V}}_{23}|)}}=a(|{\boldsymbol {V}}_{31}|)}
が得られる。後者の左辺は V12, V23 の絶対値にのみ依存するのに対し、右辺のV31は V12, V23間の角度にも依存すると考えられるため、 a(|V|) はVによらず、定数であることがわかる。（ここで、ニュートン力学とは異なり、相対性理論ではガリレイ変換は成立せず、{\displaystyle {\boldsymbol {V}}_{31}\neq -{\boldsymbol {V}}_{12}-{\boldsymbol {V}}_{23}}であることに注意せよ。）さらに、関係式から a(|V|) ≡ 1 が得られる。
以上二つのいずれを採用するにせよ、微小世界間隔はあらゆる慣性系間で保存されることになる（座標変換に関して不変）。したがって、このような微分の集積である有限の世界間隔についても、慣性系間の座標変換を経ても不変の保存量となる。

### ミンコフスキー空間
世界距離の定義から、以下の内積風の二項演算子
{\displaystyle \eta ((ct,x,y,z),(ct',x',y',z')):=(ct)\cdot (ct')-xx'-yy'-zz'}
を考えると、世界距離の二乗は η((ct,x,y,z),(ct,x,y,z)) に一致する。このような二項演算子 η をミンコフスキー内積もしくはミンコフスキー計量と呼び、ミンコフスキー内積の定義されたベクトル空間をミンコフスキー空間と呼ぶ。ミンコフスキー空間上の点を世界点もしくは事象と呼び、ミンコフスキー空間のベクトルは通常の3次元のベクトルと区別する為、4元ベクトルという。
なお、世界点 P は、P と原点 O とを結ぶ4元ベクトル {\displaystyle {\overrightarrow {\mathrm {OP} }}} と自然に同一視できるので、以下、表現に紛れがなければ世界点を4元ベクトルとして表現する。
特殊相対性理論では、時空間をミンコフスキー空間として記述する。

#### ミンコフスキー・ノルム
4元ベクトル a→ に対し η(a→, a→) が非負であれば
{\displaystyle \|{\vec {a}}\|:={\sqrt {\eta ({\vec {a}},{\vec {a}})}}}
をミンコフスキー・ノルムといい、世界点 a→、b→ に対し、η(a→ − b→, a→ − b→) が非負であれば η(a→ − b→, a→ − b→) の平方根を a→、b→ の世界距離という。
なお、世界「距離」という名称ではあるが、
- 負の値や虚数も取りうる
- 0ベクトルでなくとも世界距離が0になることがある

といった点から数学的な距離の公理を満たさない。
また、||a→|| は常に定義できるとは限らないばかりかミンコフスキー・ノルムが定義できる値に対しても三角不等式の逆向きの不等式
{\displaystyle \|{\vec {a}}+{\vec {b}}\|\geq \|{\vec {a}}\|+\|{\vec {b}}\|}
が成り立つ事から、ミンコフスキー・ノルムも数学で通常使われるノルムの定義を満たさない。

#### 符号と記法に関して
本項では、ミンコフスキー内積を
{\displaystyle \eta ((ct,x,y,z),(ct',x',y',z'))=(ct)\cdot (ct')-xx'-yy'-zz'}
としたが、書籍によっては符号を逆にした
{\displaystyle \eta ((ct,x,y,z),(ct',x',y',z'))=-(ct)\cdot (ct')+xx'+yy'+zz'}
をミンコフスキー内積としているものもあるので注意が必要である。
本項と同じ符号づけを時間的規約、本項とは反対の符号づけを空間的規約と呼んで両者を区別する。
また本項ではミンコフスキー内積を η で表したが、g で表したり、両者を混用することもある。例えば佐藤 (1994)は、特殊相対性理論には η を用いる一方で一般相対性理論では g を用いている。またシュッツ (2010)ではミンコフスキー内積には g を用いてその行列表示は η としている。

#### 厳密な定義
V を n 次元実ベクトル空間とし、
{\displaystyle \eta \colon V\times V\to \mathbb {R} }
を V 上の対称二次形式とする。このとき、V の基底 e→1, ..., e→n と非負整数 p、q が存在し、
{\displaystyle \eta \left(\sum _{\mu }a^{\mu }{\vec {e}}_{\mu },\sum _{\nu }b^{\nu }{\vec {e}}_{\nu }\right)=a^{1}b^{1}+\cdots +a^{p}b^{p}-a^{p+1}b^{p+1}-\cdots -a^{p+q}b^{p+q}}
が成立する事が知られている。しかも p、q は (V, η) のみに依存し、基底 e→1, ..., e→n には依存しない（シルヴェスターの慣性法則）。
p = 1、q = n − 1  となる二次形式 η をミンコフスキー計量と呼び、組 (V, η) を n次元ミンコフスキー空間という。
特殊相対性理論で用いるのは、次元 n が4の場合なので、以下特に断りがない限り、n = 4とする。

#### ミンコフスキー空間の図示

時間1次元+空間2次元のミンコフスキー空間を描いた抽象図。
過去光円錐の範囲内において発生した森羅万象の結果が観測者の示す中心点へと集まり、その結果に対する森羅万象が未来光円錐の範囲内へと時間軸に沿って広がっていく様を表現している。

空間方向の次元を2に落としたミンコフスキー空間を図示した。図では何らかの慣性系から見たミンコフスキー空間が描かれており、この慣性系に対して静止している観測者 (observer) が原点にいる。この観測系における座標の成分表示を (ct, x, y) とする。
この観測者にとっての時間軸 (ct, 0, 0) は図で「時間」と書かれた軸であり、この観測者にとって時間は時間軸にそって流れる。従って図の上方が未来であり、下方が過去である。観測者が慣性系に対して静止している事を仮定したので、時間が t 秒経つと、観測者のミンコフスキー空間上の位置は (ct, 0, 0) に移る。
一方、この観測者にとって現在にある世界点の集まり（すなわちこの観測者にとっての空間方向）は図の「現在」と書かれた平面であり、この観測者からみた空間方向の座標軸 (0, x, 0), (0, 0, y) が「空間」と書かれた二本の軸である。
世界距離の定義から、原点を通る光の軌跡は
(ct)2 − x2 − y2 = 0
を満たす。この方程式を満たす世界点の集合は2つの円錐として描かれ、これを光円錐という。図の上にある逆さまの円錐が未来の光円錐 (future light cone) であり、図の下にある円錐が過去の光円錐 (past light cone) である。
原点を通る光の軌跡は、光円錐上にある直線である。観測者は光を使って物をみるので、過去の光円錐の上にある世界点が観測者に見える（もちろん、他の物体に遮られなければ）。
ミンコフスキー空間上の4元ベクトル x→ の終点が（未来もしくは過去の）光円錐の内側にあるとき x→ は時間的であるといい、終点が光円錐の外側にあるとき x→ は空間的であるといい、光円錐上にあるとき x→ は光的であるという。定義より明らかに、以下が成り立つ：x→ が時間的、空間的、光的であるのは、η(x→, x→) がそれぞれ正、負、0のときである。
光円錐上の点 x→ は η(x→, x→) という座標系と無関係な値の符号で特徴づけられるので、4元ベクトルが時間的か、空間的か、光的かは原点を起点するどの慣性座標系からみても不変である事がわかる。特に、光円錐は原点を起点するどの慣性座標系からみても同一である。

#### 慣性座標系の数学的特徴づけ
原点Oを通る観測者から見た慣性座標系を一つ固定すると、前述のようにその慣性座標系における二つの位置ベクトル間のミンコフスキー内積は
{\displaystyle \eta ((ct,x,y,z),(ct',x',y',z'))=(ct)\cdot (ct')-xx'-yy'-zz'}
              (M1)
と書ける。このような座標系で、
{\displaystyle {\vec {e}}_{0}:={\begin{pmatrix}1\\0\\0\\0\end{pmatrix}}}、{\displaystyle {\vec {e}}_{1}:={\begin{pmatrix}0\\1\\0\\0\end{pmatrix}}}、{\displaystyle {\vec {e}}_{2}:={\begin{pmatrix}0\\0\\1\\0\end{pmatrix}}}、{\displaystyle {\vec {e}}_{3}:={\begin{pmatrix}0\\0\\0\\1\end{pmatrix}}}
と定義すると、e→0、e→1、e→2、e→3 はあきらかにミンコフスキー空間の基底であり、しかも
{\displaystyle \eta ({\vec {e}}_{\mu },{\vec {e}}_{\nu })={\begin{cases}1&{\text{if}}\ \mu =\nu =0\\-1&{\text{if}}\ \mu =\nu \neq 0\\0&{\text{otherwise}}\end{cases}}}
              (M2)
を満たす。
ユークリッド空間の類似から(M2)式を満たす基底 e→0、e→1、e→2、e→3 を正規直交基底と呼ぶ事にすると、慣性座標系から正規直交基底が1つ定まった事になる。e→0 をこの基底の時間成分といい、e→1、e→2、e→3 をこの基底の空間成分という。
逆に(M2)式の意味で正規直交基底である e→0、e→1、e→2、e→3 を一つ任意に選び、この基底における座標の成分表示を (ct, x, y, z) と書くことにすると、ミンコフスキー内積が(M1)式を満たすことを簡単に確認できる。
以上の議論から、原点にいる観測者の慣性座標系と正規直交基底は1対1に対応する事がわかる。従って以下両者を同一視する。
ただし、正規直交基底の中には、e→0 が過去の方向を向いていたり、e→1、e→2、e→3 が左手系だったりするものもあるので、このようなものは以下除外して考えるものとする。

#### 世界線、光速との比較
運動している質点がミンコフスキー空間内に描く軌跡を世界線と言う。今、世界線が原点を通る直線となる質点の運動があるとし、その直線の（4元）方向ベクトルを u→ とする（長さは問わない）。
この質点の運動を慣性座標系 e→0、e→1、e→2、e→3 にいる観測者 A が原点で眺めるとする。この慣性座標系における u→ の成分表示を (ct, x, y, z) とすると、3次元ベクトル (x/t, y/t, z/t) は A から見た質点の速度ベクトルであると解釈できる。
次に u→ の速度を光速と比較してみる。u→ の速度が光を下回る必要十分条件は、√x2 + y2 + z2 / t < c となることであるので、これを書き換えると、(ct)2 − x2 − y2 − z2 > 0 となる。ミンコフスキー計量の定義より、この式は η(u→, u→) > 0 と慣性座標系によらない形で表現できる。従って、η(u→, u→) > 0 であれば、どの慣性系から見ても光速度を下回り、逆に η(u→,u→) < 0 であれば どの慣性系から見ても光速度を上回る。
前述のように η(u→, u→) の正負によって、u→ を時間的もしくは空間的と呼ぶので、まとめると以下が結論づけられる：
- 方向ベクトル u→ が時間的 ⇔ 質点はどの慣性系から見ても光速を下回る
- 方向ベクトル u→ が空間的 ⇔ 質点はどの慣性系から見ても光速を上回る
- 方向ベクトル u→ が光的 ⇔ 質点はどの慣性系から見ても光速と等しい

最後のものは光速度不変の原理からの直接の帰結でもある。
なお、上の議論では、質点の世界線が直線である事を仮定したが、そうでない場合も原点での接線を u→ として同様の議論をする事で同じ結論が得られる。

### ローレンツ変換

#### 定義
ローレンツ変換とは、ミンコフスキー空間 V 上の線形変換 φ : V → V でミンコフスキー計量を変えないもの、すなわち任意の4元ベクトル a→、b→ に対し、
{\displaystyle \eta (\varphi ({\vec {a}}),\varphi ({\vec {b}}))=\eta ({\vec {a}},{\vec {b}})}
が成立するものの事である。
ユークリッド空間で内積を変えない線形変換は合同変換であるので、ローレンツ変換とは、ミンコフスキー空間における合同変換の対応物である。
ただし正規直交基底の場合と同様、ローレンツ変換にも
- 空間方向の向きを保たないもの
- 時間方向の向きを保たないもの

が存在するのでこのようなものは以下除外して考える。
なお、空間方向の向き、時間方向の向きの両方を保つローレンツ変換を正規ローレンツ変換という事があるが、本項では以下、特に断りがない限り、単にローレンツ変換と言ったならば正規ローレンツ変換を指すものとする。
ローレンツ変換 φ と4元ベクトル b→ を使って
f(x→) = φ(x→) + b→
の形に書ける線形変換をポアンカレ変換という。特殊相対性理論では、2人の観測者が原点で出会ったケースにおいてローレンツ変換に関して議論する事が多いが、これは出会った場所を原点に平行移動した上で議論しているという事なので、実質的にはポアンカレ変換に関する議論である事が多い。

#### ローレンツ変換の意義
4次元ミンコフスキー空間 (V, η) では、 次の定理が成立する事が知られている。
定理 ― (e→0, e→1, e→2, e→3)、(e′→0, e′→1, e′→2, e′→3)を V の2組の正規直交基底とする。
このとき、V 上の線形変換 φ で
{\displaystyle {\begin{aligned}&({\vec {e}}'_{0},{\vec {e}}'_{1},{\vec {e}}'_{2},{\vec {e}}'_{3})\\&=(\varphi ({\vec {e}}_{0}),\varphi ({\vec {e}}_{1}),\varphi ({\vec {e}}_{2}),\varphi ({\vec {e}}_{3}))\end{aligned}}}
              (L1)
を満たすものがただ一つ存在し、しかも φ はローレンツ変換である。
この定理はユークリッド空間における2つの正規直交基底が直交変換により写りあう事の類似である。
前述のように、正規直交基底は慣性座標系と対応している。よって上の定理は、以下を意味する：慣性座標系から別の慣性座標系への座標変換はローレンツ変換である。

#### ローレンツ変換の具体的な形

ローレンツ変換の図示。(ct,x) を (ct',x') に変換する様子が ζ ≈ +0.66に対して描かれている。

ローレンツ変換の具体的な形を求める為、まずは基底をより解析がしやすいものに置き換える。
基底 e→0, e→1, e→2, e→3 の「空間部分」である e→1, e→2, e→3 の張るミンコフスキー空間上の部分空間を E とし、同様に基底 e′→0, e′→1, e′→2, e′→3 の空間部分である e′→1, e′→2, e′→3 の張るミンコフスキー空間上の部分空間を E′ とする。これらはそれぞれの慣性座標系における空間方向を表している。
e→1, e→2, e→3 を E 内で回転した別の正規直交基底に取り替えても、e→0, e→1, e→2, e→3 と実質的に同じ慣性系を表しているとみなしてよい。そこで (e→1, e→2, e→3), (e′→1, e′→2, e′→3) をそれぞれ E 内、E′ 内で回転することで、ローレンツ変換 φ の行列表示 Λ を簡単な形で表すことを試みる。
E と E′ の共通部分 E ∩ E′ を U とすると、U は4次元ベクトル空間上の2つの3次元部分ベクトル空間の共通部分なので、U は2次元（以上）のベクトル空間である。従って E 内で (e→1, e→2, e→3) を回転することで、e→2, e→3 ∈ U としてよく、同様に E′ 内の回転により e′→2, e′→3 ∈ U とできる。最後に U 内で e→'1, e→'2 を回転することで e′→2 = e→2、e′→3 = e→3
としてよい。
これらの基底に対し、(L1)式を満たすローレンツ変換 φ の行列表現を Λ = (Λμν)μν とする。これはすなわち、
{\displaystyle ({\vec {e}}'_{0},{\vec {e}}'_{1},{\vec {e}}'_{2},{\vec {e}}'_{3})=({\vec {e}}_{0},{\vec {e}}_{1},{\vec {e}}_{2},{\vec {e}}_{3})\Lambda }
を満たすという事であり、これら2つの基底における座標の成分表示をそれぞれ (ct, x, y, z)、(ct′, x′, y′, z′)とすると
が成立するという事でもある。
e′→2 = e→2、e′→3 = e→3 であったので、ローレンツ変換の行列表示は、
{\displaystyle \Lambda =\left({\begin{array}{cc|cc}*&&&\\&&&\\\hline &&1&\\&&&1\end{array}}\right)}
という形であり、ローレンツ変換がミンコフスキー空間における「回転」であったことを利用すれば、上の行列の(*)の部分が、
{\displaystyle \left({\begin{array}{cc}\cosh \zeta &-\sinh \zeta \\-\sinh \zeta &\cosh \zeta \end{array}}\right)}
という形であることがわかる。これを導く厳密な方法はいくつかあるが、簡便な方法としては虚数単位 i を用いて時間軸を τ = ict と置く事で通常のユークリッド空間の回転とみなせる（ウィック回転）という事実を使うものがある。
最終的に2つの基底における座標の成分表示の関係(L2)式は以下のように書ける事がわかる。
定理（ローレンツ変換の具体的な形） ― 必要なら空間方向の座標軸を回転させる事で、ローレンツ変換は
{\displaystyle \left({\begin{array}{c}ct'\\x'\\y'\\z'\end{array}}\right)=\left({\begin{array}{c}ct\cosh \zeta -x\sinh \zeta \\-ct\sinh \zeta +x\cosh \zeta \\y\\z\end{array}}\right)}
              (L3)
と表示できる。
この値 ζ は正規直交基底の取り方に依存せず、ローレンツ変換 φ の固有値のみによって決まることが知られており、ζ を φ のラピディティという。なお、ζ は
{\displaystyle \zeta =\operatorname {arccosh} (\eta ({\vec {e}}_{0},{\vec {e}}'_{0}))}
と具体的に求めることもできる。

#### ローレンツ変換の物理的解釈
慣性座標系 (ct, x, y ,z) にいる観測者 A は、原点を通過した後、(ct, 0, 0, 0) という直線（世界線）にそって進んでいく。この様子を別の観測者 B の慣性座標系 (ct′, x′, y′, z′) で記述した式は(L3)式に (x, y, z) = (0, 0, 0) を代入した
{\displaystyle {\begin{pmatrix}ct'\\x'\\y'\\z'\end{pmatrix}}={\begin{pmatrix}ct\cosh \zeta \\-ct\sinh \zeta \\0\\0\end{pmatrix}}}
によって表現できる。この世界線の「傾き」
{\displaystyle x'/t'=-c\tanh \zeta }
は2人の観測者の相対速度と解釈できるので、観測者 A から見た観測者 B の相対速度を v とすると、
{\displaystyle v=c\tanh \zeta }
となる。よって、
{\displaystyle \cosh \zeta ={\frac {1}{\sqrt {1-\tanh ^{2}\zeta }}}={\frac {1}{\sqrt {1-(v/c)^{2}}}},}
{\displaystyle \sinh \zeta ={\frac {\tanh \zeta }{\sqrt {1-\tanh ^{2}\zeta }}}={\frac {(v/c)}{\sqrt {1-(v/c)^{2}}}}}
である。そこでローレンツ因子 γ を
{\displaystyle \gamma :={\frac {1}{\sqrt {1-(v/c)^{2}}}}}
と定義すると、以下が導かれる：
相対速度を用いたローレンツ変換の表示 ― 観測者Aから見た観測者Bの相対速度を v とするとき、必要なら空間方向の座標軸を回転させる事で、ローレンツ変換は
{\displaystyle \left({\begin{array}{c}ct'\\x'\\y'\\z'\end{array}}\right)=\left({\begin{array}{c}(ct-x\cdot (v/c))\gamma \\(x-vt)\gamma \\y\\z\end{array}}\right)}
              (L4)
と書ける。
我々は(L4)式やそれと同値な(L3)式を導くとき、空間方向の座標変換をおこなった。これは別の見方をすると、ローレンツ変換から空間方向の回転成分を取り除いたものが(L3)式や(L4)式であるということである。
(L3)式や(L4)式のように書けるローレンツ変換、すなわち空間方向に回転しないローレンツ変換の事をローレンツ・ブーストと呼ぶ。

#### ガリレイの相対性原理と特殊相対性原理
ローレンツ変換の式(L4)式において、v/c ≈ 0 (0に近似) とすると、(L4)式は、
{\displaystyle \left({\begin{array}{c}ct'\\x'\\y'\\z'\end{array}}\right)=\left({\begin{array}{c}ct\\x-vt\\y\\z\end{array}}\right)}
となり、ガリレイ変換に一致する。すなわち、「ニュートン力学近似」とは、慣性座標系間の相対速度 v が光速 c と比べて十分小さい場合の理論であるということが言える。
このことからニュートン力学はガリレイ変換に不変であるというガリレイの相対性原理は、特殊相対性理論では以下の形で成立していると考えられる：
全ての物理法則はローレンツ変換に対して不変でなければならない。

### 固有時
本節では光速を超えずに移動する観測者 A の感じる時間の長さ（観測者の固有時間）s が、A の世界線の（ミンコフスキー計量で測った）「長さ」に一致することを示す。

#### 慣性系から見た時間
固有時間について述べる前に、まず慣性系から見た時間についての公式を与える。
x→ を世界点とし、(e→0, e→1, e→2, e→3) を原点における慣性座標系とする。このとき、以下が成立する：
慣性座標系 (e→0, e→1, e→2, e→3) における x→ の起こる時刻は η(x→, e→0)である。
ただしここでいう「時間の長さ」は c 秒を1単位として数えた時間である。秒を単位とした時間の長さの場合は右辺を c で割る必要がある。
実際、(e→0, e→1, e→2, e→3) における成分表示を (ct, x, y, z) とすると、x→ の起こる時刻は x→ を時間軸方向へ射影したものに一致するが、x→ を時間軸方向へ射影した値は η(x→,e→0) である。

#### 直線的に動く場合の固有時間
本節では以下を示す：時間的もしくは光的な4元ベクトル u→ に沿って原点から u→ の終点まで直線的に動く観測者の固有時間 s は u→ のミンコフスキー・ノルム {\displaystyle \|{\vec {u}}\|={\sqrt {\eta ({\vec {u}},{\vec {u}})}}} に一致する。
なお、u→ が時間的もしくは光的な4元ベクトルであることから η(u→, u→) > 0 であるので、上式の平方根は意味を持つ。
ただしここでいう「時間の長さ」は c 秒を1単位として数えた時間である。秒を単位とした時間の長さは τ = s/c である。
上の事実を示すため、O から u→ に沿って移動する観測者を考えると、この観測者の慣性座標系は、e→0 = u→ / ||u→|| を時間方向の単位（4元）ベクトルとする正規直交基底 (e→0, e→1, e→2, e→3) により表せる。この座標系に前述の公式を適用すれば、この座標系で観測者が原点から u→ の終点まで世界線を移動するのにかかる固有時間は
{\displaystyle \eta ({\vec {u}},{\vec {e}}_{0})=\|{\vec {u}}\|\eta ({\vec {e}}_{0},{\vec {e}}_{0})=\|{\vec {u}}\|}
となり、最初の公式が示された。
上では観測者が原点を通る世界線に沿って移動する場合について述べたが、原点を通らない世界線に関しても、観測者が上を u→ から w→ まで直線的に動く間に ||u→ - w→|| の固有時間が流れる事を同様の議論により証明できる。

#### 一般の場合
本節では光速を超えずに移動する観測者 A の世界線 C が曲線である場合に対して A の固有時間を求める方法を述べる。
観測者 A の時空間上の位置 x→ が実数 r によってパラメトライズされて x→ = x→(r) と書けているとすると、観測者が x→(r0) から x→(r0 + Δr) まで移動する間に、
{\displaystyle \Delta s=\|{\vec {x}}(r_{0}+\Delta r)-{\vec {x}}(r_{0})\|=\left\|{\frac {\Delta {\vec {x}}}{\Delta r}}\right\|\Delta r}
の固有時間が流れることになる。したがって観測者 A が C に沿って動いた際に流れる固有時間 s は以下のように求まる：
{\displaystyle s=\int _{\mathrm {C} }\mathrm {d} s=\int _{\mathrm {C} }\left\|{\frac {\mathrm {d} {\vec {x}}}{\mathrm {d} r}}\right\|\mathrm {d} r.}
これはユークリッド空間において曲線の長さを求める弧長積分のミンコフスキー空間版であるので、上の公式は、観測者 A の固有時間が A の描く世界線 C の「長さ」に一致することを意味している。
次に上で示した式を慣性座標で表す。A とは別の観測者 B が慣性運動しており、B の慣性座標系 (ct, x, y, z) における A の位置 x→(r) が
x→(r) = (ct(r), x(r), y(r), z(r))
と書けていたとすると、以下が言える：
{\displaystyle {\begin{aligned}\mathrm {d} s^{2}&=\left\|{\frac {\mathrm {d} {\vec {x}}}{\mathrm {d} r}}\right\|^{2}\mathrm {d} r^{2}=\|\mathrm {d} {\vec {x}}\|^{2}\\&=c^{2}\mathrm {d} t^{2}-\mathrm {d} x^{2}-\mathrm {d} y^{2}-\mathrm {d} z^{2}.\end{aligned}}}

#### 4元速度と4元加速度
以上の議論では変数 r で世界線 C をパラメトライズしたが、物理学的に自然な値である秒を単位とした固有時 τ そのものを使って、x→ = x→(τ) とパラメトライズするのが一般的である。このようにパラメトライズしたとき、質点 x→ の4元速度 u→ と4元加速度 a→ を以下のように定義する：
{\displaystyle {\vec {u}}:={\frac {\mathrm {d} {\vec {x}}}{\mathrm {d} \tau }}}、 {\displaystyle {\vec {a}}:={\frac {\mathrm {d} ^{2}{\vec {x}}}{\mathrm {d} \tau ^{2}}}.}
すなわち、x→ のミンコフスキー空間上の位置の変化率を固有時間 τ で測ったものが4元速度で、4元速度の変化率を τ で測ったものが4元加速度である。
4元速度のミンコフスキー・ノルムは
{\displaystyle {\frac {1}{c}}\left\|{\frac {\mathrm {d} {\vec {x}}}{\mathrm {d} \tau }}\right\|={\frac {\|\mathrm {d} {\vec {x}}\|}{\mathrm {d} s}}={\frac {\mathrm {d} s}{\mathrm {d} s}}=1}
を満たす。このことから、4元速度は x の世界線の接線で長さが c であるものである事がわかる。この事実は、ユークリッド空間の曲線を弧長で微分したときの長さが1になることと対応している。長さが1でなく c なのは時間の単位が c 秒でなく1秒だからである。
以上の事から4元速度のミンコフスキー・ノルムの2乗が定数 c2 なので、これを微分する事で
{\displaystyle \eta ({\vec {u}},{\vec {a}})=0}
である事がわかる。すなわち4元速度と4元加速度は「直交」している。

#### 固有時間による慣性系の特徴付け
変分法を用いる事で、以下の事実を示せる：ミンコフスキー空間上の2つの世界点 x→, y→ を結ぶ世界線（で光速度未満のもの）のうち、最も固有時間が長くなるのは、x→ と y→ を直線的に結ぶ世界線である。
x→ から y→ へと直線的に動く観測者は慣性系にいることになるので、これは慣性運動している場合が最も固有時間が長くなる事を意味する。
固有時間が世界線の「長さ」であった事に着目すると、上述した事実は、ユークリッド空間上の二点を結ぶ最短線が直線であることに対応している事がわかる。なお、ユークリッド空間では「最短」であったはずの直線がミンコフスキー空間上では「最大」に変わっているのは、ミンコフスキーノルムの2乗 (ct)2 − x2 − y2 − z2 の空間部分がユークリッドノルムの2乗 x2 + y2 + z2 とは符号が反対である事に起因する。

## 特殊相対性理論における力学
ニュートン力学では、3次元空間のガリレイ変換に対して不変になるように理論が構築されている。それに対し特殊相対性理論では、4次元時空間のローレンツ変換に対して不変になるように理論を構築する必要があるので、ニュートン力学の概念をそのまま用いることはできない。本節では、ニュートン力学の諸概念を「4次元化」し、それがローレンツ変換(と平行移動)に対して不変になることを示すことで特殊相対性理論における力学を構築する。
以下、記法を簡単にするため、4元ベクトルの成分を
{\displaystyle (x^{0},x^{1},x^{2},x^{3}):=(ct,x,y,z)}
などと書くことにする。

### 4元運動量
光速を超えないで運動する質点 x→ の世界線を x→ = x→(τ) と秒を単位とした固有時 τ でパラメトライズする。このとき、質点 x→ の4元運動量を
{\displaystyle {\vec {p}}:=m{\frac {\mathrm {d} {\vec {x}}}{\mathrm {d} \tau }}}
と定義する。ここで m は質点 x→ の慣性座標における質量（静止質量と呼ぶ）である。すなわち、4元運動量は、4元速度に静止質量を掛けたものである。
4元運動量の物理学的意味を見るため、慣性座標系 (x0, x1, x2, x3) を固定し、p→ をこの座標系に関して p→ = (p0, p1, p2, p3) と成分表示する。

#### 4元運動量の空間成分
i = 1, 2, 3 に対し、4元運動量の定義より、
{\displaystyle p^{i}=m{\frac {\mathrm {d} x^{i}}{\mathrm {d} \tau }}={\frac {m\mathrm {d} x^{i}/\mathrm {d} t}{\mathrm {d} \tau /\mathrm {d} t}}={\frac {mv^{i}}{\sqrt {1-(v/c)^{2}}}}}
である。ここで v = (v1, v2, v3) はこの慣性座標系における質点の速度ベクトルであり、v = |v|である。
v / c → 0 の極限において pi は mvi に漸近するので、4元運動量の空間部分 (p1, p2, p3) はニュートン力学の運動量 (mv1, mv2, mv3) をローレンツ変換で不変にしたものであるとみなす事ができる。
また、(p1, p2, p3) は質点の「見かけ上の重さ」が
{\displaystyle M:={\frac {m}{\sqrt {1-(v/c)^{2}}}}}
である場合の運動量とみなすこともできる。

#### 4元運動量の時間成分
4元運動量の時間成分 p0 に c を掛けたものをテイラー展開すると、
{\displaystyle {\begin{aligned}cp^{0}&=cm{\frac {\mathrm {d} x^{0}}{\mathrm {d} \tau }}={\frac {m\mathrm {d} x^{0}/\mathrm {d} t}{\mathrm {d} \tau /\mathrm {d} t}}\\&={\frac {mc^{2}}{\sqrt {1-(v/c)^{2}}}}=mc^{2}+{\frac {mv^{2}}{2}}+\cdots \end{aligned}}}
である。
第二項はニュートン力学における運動エネルギーであるので cp0 はエネルギーに相当していると考えられる。
従って第一項の
{\displaystyle E:=mc^{2}}
もエネルギーを表していると解釈できる。この値は質点が例え慣性系に対して静止していて v = 0 であっても持つエネルギーであることから、この値を質点の静止質量エネルギーと呼ぶ。
質量 m を持つこととエネルギー mc² を持つことは等価であり、質量欠損や核反応・対消滅に伴うエネルギー放出・吸収から確かめられている。

#### エネルギーと運動量の関係
4元運動量のミンコフスキー・ノルムは
{\displaystyle \left\|{\frac {\mathrm {d} {\vec {p}}}{\mathrm {d} \tau }}\right\|=m\left\|{\frac {\mathrm {d} {\vec {x}}}{\mathrm {d} \tau }}\right\|=m{\frac {\|\mathrm {d} {\vec {x}}\|}{\mathrm {d} \tau }}=m{\frac {\mathrm {d} s}{\mathrm {d} \tau }}=mc}
である。一方、慣性座標系を1つ固定して4元運動量を成分表示したとき、前に示したように、E = cp0 はエネルギーを表し、p = (p1, p2, p3) は運動量に対応していた。運動量の大きさを p = |p| とすると、E と p は以下の関係式を満たす：
{\displaystyle (mc^{2})^{2}=\|c{\vec {p}}\|^{2}=(cp^{0})^{2}-|c{\boldsymbol {p}}|^{2}=E^{2}-(cp)^{2}.}
左辺は慣性系によらないので、E2 − (cp)2 は慣性系によらず一定値 (mc2)2 になることを意味する。
p ≪ mc であれば上の式は
{\displaystyle E={\sqrt {(mc^{2})^{2}+(cp)^{2}}}=mc^{2}+{\frac {p^{2}}{2m}}+\cdots }
となり、静止質量エネルギー mc2 を無視すれば、p2 / 2m が質点の運動エネルギーに相当するというニュートン力学の式に対応していることがわかる。

#### 正の質量を持った質点は光速度以上になれない
光速で移動する有限のエネルギーを持った粒子を考える。この時、mγc² の γ が無限大に発散してしまうので、m = 0 でなければならない。この逆も成立するため、質量を持たずに有限のエネルギーを持つ物質は常に光速で走り続けねばならず、また光速で移動するエネルギーを持つ物質はすべて質量が0であることが分かる。

#### 特殊相対性理論以前の解釈
特殊相対性理論以前の電磁気学において、J.J.トムソンやワルター・カウフマンによって電子の質量の速さ依存性が指摘されていた。それを説明する理論としてマックス・アブラハムは、電子の慣性質量の起源を全て電磁場に求めるという電磁質量概念 (Electromagnetic mass) を提唱したが、電子以外の物質の構成要素に対して一般化することができなかった。
一方、特殊相対性理論はその物質の質量の速さ依存性についての一般的な説明と慣性質量とエネルギーに関する普遍的な関係を与える。

### 運動方程式
すでに運動量の概念を4元ベクトル化したので、力の概念を4元ベクトル化した4元力 f→ が定義できれば、 ニュートンによる質点の運動方程式 f = dp / dt をローレンツ変換に不変にした特殊相対性理論の運動方程式
{\displaystyle {\vec {f}}=m{\frac {\mathrm {d} {\vec {p}}}{\mathrm {d} t}}}
が定式化できる。
現在知られている4種類の力のうち、電磁気力、強い力、弱い力の3つは4元力として表現可能な事が知られている。このうち電磁気力を4元力として表現する方法は後の節で述べる。
一方、重力は特殊相対性理論の範囲で4元ベクトル化しようとしてもローレンツ変換に対して不変にならないためうまくいかない。重力を扱うには一般相対性理論が必要となる。

## 特殊相対性理論の帰結
特殊相対性理論から導かれる帰結として、たとえば、主に以下の事項を挙げることができる。項目ごとの詳細は後述する。
- ある観測者（A, Bとする）が有限の速度差をもって互いに運動（相対運動）するとき、一方の観測者Aから観測したもう一方の観測者Bの時計の時刻の遅れが生じる。このずれの大きさは相対運動の速さによる(#時間（時刻の隔たり）の伸び)。この観測のずれはまさに「相対的」であり、もう一方の観測者Bから観測者Aの持つ時計を観測しても遅れを認めることができる。観測者AとBは等価であり、双方が双方の時計に（自身の持つ時計と比べて）遅れが生じていると観測できる。（「観測者Aと観測者Bのどちらかの時計が誤りである」あるいは「観測者Aでも観測者Bでもない”絶対時間”を指す正しい時計が存在する」、といった考え方を特殊相対性理論は放棄している）
- 相対運動する物体どうしは、互いに相手からは縮んで見える（#ローレンツ収縮）。これも上記の考え方に類似であり、どちらかの観測者のモノサシが誤っていたり、”絶対空間”にある正しいモノサシは存在したりはしない。
- エネルギーと質量は可換であり、観測者・観測対象の運動状態によって（座標変換によって）双方は相互に変換される。
- 速度の合成則は非線形接続である。たとえば、観測者に対して光速の0.6倍で動く宇宙船から、（宇宙船からみて）光速の0.6倍で物体を進行方向に射出しても、観測者から見た宇宙船からの射出部隊の速度は光速の1.2倍にはならない。(#速度の合成則)
- 運動する物体[注 23]は高速になるほど加速しづらくなり、光速に到達することはない。

次の事柄は、特殊相対性理論の前提あるいは理論展開(#特殊相対性理論の基礎)するところそのものである。特殊相対論によって座標変換に関して対称な簡潔な数式系にまとめられることができたこと、さらに、後に実験事実として得た諸結果が特殊相対性理論によく整合したことから、物理の基本原理として、これらはより支持されるようになった（#特殊相対性理論の実験的検証）。
- 光の速度は観測者の移動の影響を受けず一定値である。
- 慣性系相互の座標変換において、物理法則を普遍に保つ変換則はローレンツ変換である。
- マクスウェル方程式は修正する必要はない。

### ローレンツ収縮

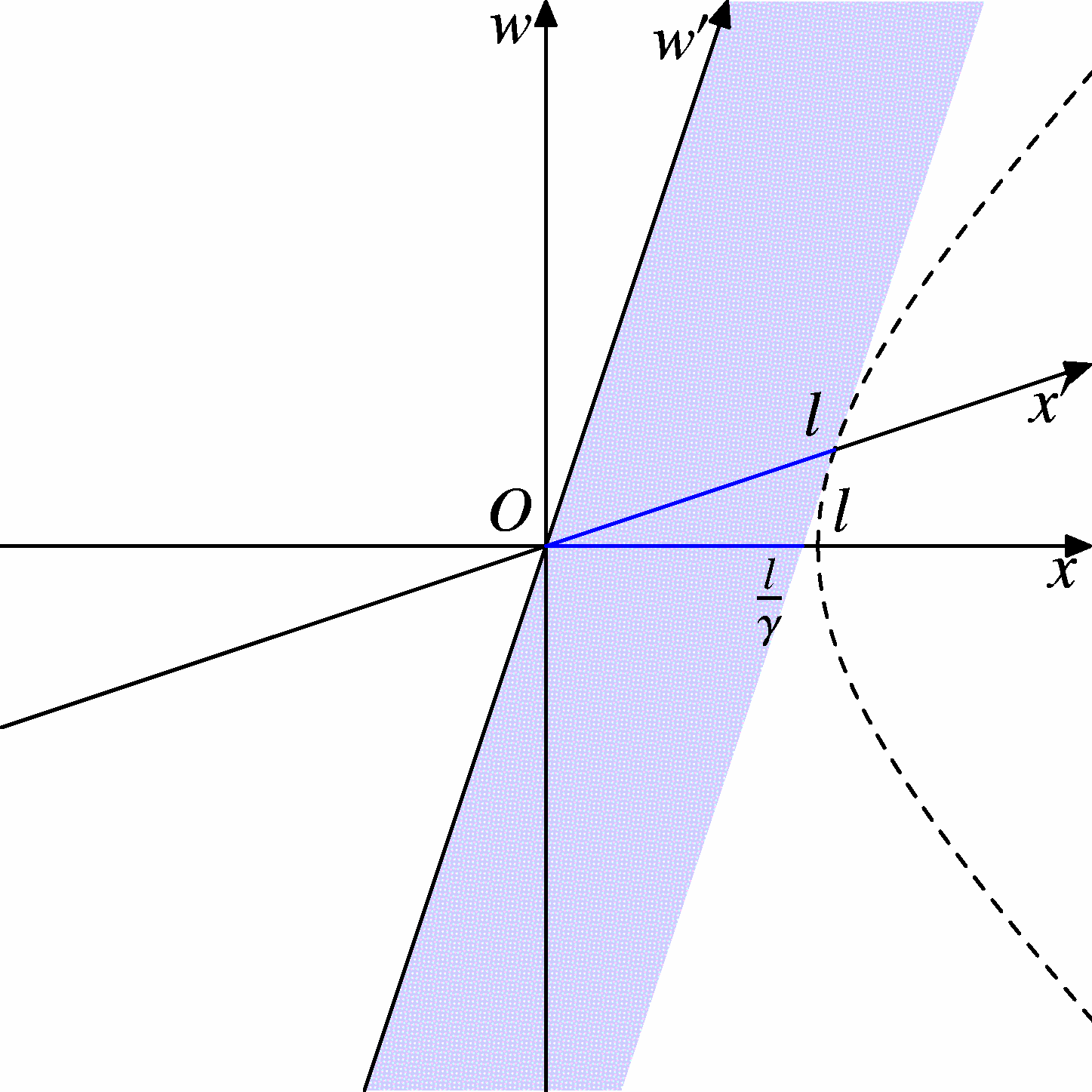
ローレンツ収縮。図では時間 ct を w で表している。慣性系 (x',w') に固有長さが l の棒（x' 軸の濃い紫）があり、この棒の時空間上の軌跡が薄紫である。それを別の慣性系 (x,w) で計ると長さが l/γ に縮んで見える。ここで γ はローレンツ因子 1/√1 − (v/c)2 である。慣性系 (x',w') と慣性系 (x,w) とでは棒の測っている箇所が違うことに注意。図の双曲線は原点からの世界距離の2乗 w2 − x2 が −l2 になる箇所。

以下では話を簡単にするため時間1次元+空間1次元の計2次元の場合について述べる。
ある慣性系 (ct′, x′) において静止している剛体について、この慣性系 (ct′, x′) で測った剛体の長さをこの剛体の固有長さと呼ぶ。
今、固有長さ l の棒が慣性系 (ct′, x′) に対して静止しており、これを別の慣性系 (ct, x) から眺めたとする。話を簡単にするため、2つの慣性系の原点はいずれも棒の1つの端点 O に一致しているものとする。
棒は慣性系 (ct′, x′) に対して静止しているので、棒の他方の端点が描く世界線 C は (ct′, l) と t′ でパラメトライズできる。
慣性系 (ct, x) における現在 (0, x) と世界線 C との交わりはローレンツ変換により
{\displaystyle {\begin{pmatrix}ct'\\l\\\end{pmatrix}}=\gamma {\begin{pmatrix}c\cdot 0+x\cdot (v/c)\\x-v\cdot 0\\\end{pmatrix}}}
なので、棒の長さは
{\displaystyle x=l/\gamma }
となる。ここで γ > 1 はローレンツ因子 1/√1 − (v/c)2 である。
これにしたがうと、棒に対して長さ方向に運動している座標系からみると、棒の長さは 1/γ 倍に縮んだかのように見える。この現象を ローレンツ収縮もしくはフィッツジェラルド=ローレンツ収縮という。

#### ロケット（宇宙船）
地上で（地面に対して）静止している観測者からみて、高速で飛んでいるロケットは（地上に）停まっているときよりも短く見える（進行方向に収縮している）。
地上から上空へ向かうロケットを地上から観測したとき、ロケットの後端に設置した時計は、ロケットの先端に設置した時計よりずれが大きい。このとき、ロケットに乗る観測者からすれば、ロケットの速度での運動座標系において、ロケットの後端と先端の時計が刻む時刻は同時に見える。
なお、実際にはロケットが観測者にどのように見えるかという点については、特殊相対性理論による時刻・座標のずれに加えて、ロケット各部からの光の到達時刻を加味する必要がある（これを考慮に入れた場合、さらに歪んだ見え方となりうる）

#### ローレンツ自身の解釈との違い
ローレンツ収縮は、アインシュタインが特殊相対性理論を提案する以前に、ローレンツとフィッツジェラルドが独立に提案したものである。彼らの提案は、数式上は特殊相対性理論のそれと同一であるが、彼らの理論はエーテル仮説を前提としており、物体は「エーテルの風」を受けて3次元空間内で実際に縮むとするものであった。すなわち、あくまでも彼らは「エーテルが静止している絶対空間がある」という考えのもとに立っていた。
それに対して、特殊相対性理論では、ローレンツ収縮を4次元時空間の各観測者ごとの座標系において解釈したものであり、絶対空間や絶対時間の存在を前提としない。前述のように慣性系によって測っている場所が違う事が収縮の起こる原因である。

### 時間（時刻の隔たり）の伸び
運動する観測者 A があり、A とは別の観測者 B が慣性運動し、A 側の座標系 (ct, x, y, z) にて B の位置が、
x→(τ) = (ct(τ), x(τ), y(τ), z(τ))
と書けるとき、
{\displaystyle \mathrm {d} s^{2}=(c\mathrm {d} t)^{2}-\mathrm {d} x^{2}-\mathrm {d} y^{2}-\mathrm {d} z^{2}}
というローレンツ変換について不変な量 s をとり、A側の固有時刻を τ = s / c とする。
{\displaystyle c^{2}\left({\frac {\mathrm {d} \tau }{\mathrm {d} t}}\right)^{2}=\left({\frac {\mathrm {d} s}{\mathrm {d} t}}\right)^{2}=c^{2}-\left({\frac {\mathrm {d} x}{\mathrm {d} t}}\right)^{2}-\left({\frac {\mathrm {d} y}{\mathrm {d} t}}\right)^{2}-\left({\frac {\mathrm {d} z}{\mathrm {d} t}}\right)^{2}=c^{2}-v^{2}}
であることより
{\displaystyle {\frac {\mathrm {d} \tau }{\mathrm {d} t}}={\sqrt {1-(v/c)^{2}}}}
である。右辺はローレンツ因子 γ の逆数である。これを観測者 A の世界線 C に沿って積分すると
{\displaystyle T=\int _{\mathrm {C} }{\sqrt {1-(v(t)/c)^{2}}}\mathrm {d} t}
により、A 側の固有時間 T が得られる。ここで v(t) は時刻 t における A と B の相対速度である。
v < c ゆえ、積分内は常に1未満であり、慣性系B側の時間 T′ との関係は次式となる：
{\displaystyle T<T'.}
これはすなわち、ある慣性系でみたときの時間は固有時間よりも長い事を意味する。
特に観測者 A も慣性運動しているときは、相対速度 v は常に一定であり、次式となる：
{\displaystyle T=T'{\sqrt {1-(v/c)^{2}}}.}

### 速度の合成則
観測者 A、B が慣性運動しており、さらに質点 C が運動しているとする（慣性運動とは限らない）。
観測者 A の座標系を (ct, x, y, z) とし、観測者 B の座標系を (ct′, x′, y′, z′) とし、A から見た B の相対速度の大きさを V とし、
{\displaystyle \gamma =1/{\sqrt {1-(V/c)^{2}}}}
をローレンツ因子とする。
必要ならミンコフスキー空間の原点を取り替えることで C は原点を通っているとしてよく、さらに C の運動方向は y軸、z軸と直交しているとし、y'軸、z'軸がy軸、z軸と一致しているとしても一般性を失わない。
観測者 A、B から見た C の速度をそれぞれ (vx,vy,vz)、(v′x,v′y,v′z) とするとき、B の座標系から A の座標系への速度変換則は、ローレンツ変換の(L4)式より以下のようになる：
{\displaystyle {\begin{aligned}(v'_{x},v'_{y},v'_{z})&={\frac {c(\mathrm {d} x',\mathrm {d} y',\mathrm {d} z')}{c\mathrm {d} t'}}\\&={\frac {c(\gamma (\mathrm {d} x-v\mathrm {d} t),\mathrm {d} y,\mathrm {d} z)}{\gamma (c\mathrm {d} t+(v/c)\mathrm {d} x)}}\\&={\frac {(v_{x}-V,v_{y}/\gamma ,v_{z}/\gamma )}{1+Vv_{x}/c^{2}}}.\end{aligned}}}

### 因果律、同時性の相対性
本節では、質点の速度が光速を越えない限り、特殊相対性理論においても因果律が成り立つことを示す。以下、特に断りがない限り、質点、観測者の双方とも光速度以下であるものとする。
x→, y→ をミンコフスキー空間上の2つの世界点とする。y→ − x→ が未来の光円錐の内部にあるとき、x→ は y→ の因果的過去 (causally precede) といい、x→ < y→ と書く。同様に y→ − x→ が未来の光円錐の内部もしくは未来の光円錐上にあるとき、x→ は y→ の年代的過去 (chronologically precede) といい、x→ ≦ y→ と書く。
因果的過去は以下のように特長づけられる：
ミンコフスキー空間上の点 x→ にある質点が光速未満（resp. 以下）で y→ に到達できる ⇔ x→ < y→ (resp. x→ ≦ y→)。
よって特に以下が成立する：
x→ ≦ y→ かつ y→ ≦ z→ ⇒ x→ ≦ z→。
従って「≦」は数学的な（半）順序の公理を満たす。
以下の事実は、質点の速度が光速を越えない限り座標系の取り替えで因果律が破綻しない事を意味している：
x→ ≦ y→ かつ x→ ≠ y→ ⇔ 全ての慣性座標系で、y→ は x→ より時間的に後に起こる。
実際、どのような慣性座標系を選んでも、その時間軸 e→0 は未来の光円錐内または未来の光円錐上にあるので、x→ ≦ y→ であれば、x→ から y→ までに流れる時間 η(y→ - x→, e→0) は正である。
一方、x→ ≦ y→ でも y→ ≦ x→ でもないとき、すなわち y→ − x→ が空間的なときはこのような関係は成り立たない。y→ − x→ が空間的なとき、以下の3種類の慣性座標系が存在する：
1. y→ が x→ より後に起こる
2. y→ と x→ が同時に起こる
3. x→ が y→ より先に起こる

すなわち空間的な関係にある2点 x→、y→ の時間的な順序関係は慣性系に依存してしまう。これはニュートン力学的な直観に反するが、x→ と y→ には因果関係がないので、どちらが先に起ころうとも因果律が破綻することはない。

### 時計のパラドックス
今、ここに一組の双子がおり、二人は慣性運動しながら次第に離れているとする。このとき兄から見ると、弟の時計は遅れてみえ、逆に弟から見ると兄の時計は遅れてみえる事が特殊相対性理論から帰結される。
これは一見奇妙に見えるため、時計のパラドックスと呼ばれることもあるが、実は特に矛盾している訳ではない。なぜなら慣性運動している二人は二度と出会うことがないので、もう一度再会してどちらの時計が遅れているのかを確認するすべはないからである。

### 双子のパラドックス
では次の状況はどうだろうか。やはり一組の双子がいて、弟は慣性運動している。一方、兄はロケットに乗って遠方まで行き、その後ロケットで弟のもとに帰ってきたとする。前述のように弟からみれば兄の時計は遅れるはずで、兄の時計からみれば弟の時計は遅れるはずなので、ふたりが再会したときに矛盾が生じるはずである。
結論からいえば、特殊相対性理論から示されるのは、ロケットに乗った兄より慣性運動していた弟の方が再会時に時計が進んでいるという事である。すなわち再会時に兄が弟よりも若い。
なぜならミンコフスキー空間上で、兄がロケットで飛び立ったときの世界点を x→ とし、兄が再び弟に再会したときの世界点を y→ とすると、x→ と y→ を結ぶ世界線のうち最も固有時間が長くなるのは慣性運動する世界線であることをすでに示したからである。従って慣性運動していた弟はロケットに乗った兄より多くの固有時間を費やした事になるのである。
では逆に弟のほうが兄より若くなったとする主張のどこが間違っていたのかというと、我々が時間の縮みの公式を導いたとき、慣性系である事を仮定していたのであるが、兄の座標系はロケットが行きと帰りで向きを変える際加速度運動しているので慣性系ではない。従って兄の座標系に対して単純に時間の縮みの公式を適応したのが間違いだったのである。

### ガレージのパラドックス
今、長さ l のハシゴ と奥行き L < l のガレージがあるとし、ハシゴは高速でガレージに近づいてきたとする。ガレージが静止して見える慣性系から見ると、ハシゴがローレンツ収縮するので、ハシゴはガレージに入ってしまう。一方、ハシゴが静止して見える慣性系からみると、逆にガレージの方がローレンツ収縮してしまうので、ハシゴはガレージに入らないはずである。正しいのはどちらであろうか。
結論からいうと、どちらも正しく、ガレージの系から見た場合は、ハシゴはガレージに入るように見え、ハシゴの系から見るとハシゴはガレージに入らないように見える。すなわち、ハシゴの前端と後端に関する事象を区別して述べれば、ガレージの静止系ではハシゴの後端がガレージに入りきった後、ハシゴの前端がガレージの裏の壁にぶつかるのに対し、ハシゴの静止系ではハシゴがガレージに入り切らず、ハシゴの後端がガレージに入る前にハシゴの前端がガレージの裏壁にぶつかる。ハシゴの前端がガレージの裏壁にぶつかる事象とハシゴの後端がガレージに入りきる事象には因果関係がないので、どちらが先に起こるのかは慣性系によって変化するのである。

## テンソル代数の準備
先に進む前に、特殊相対性理論で頻繁に用いられるテンソル代数の知識について述べる。

### アインシュタインの縮約記法
特殊相対性理論では、
{\displaystyle \sum _{\mu }a^{\mu }b_{\mu }}
のように上つきと下つきで同じ添え字（この場合は μ）が使われているときは、Σ 記号を省略し、
{\displaystyle a^{\mu }b_{\mu }}
と書き表す慣用的な記法が用いられることが多い。この記法をアインシュタインの縮約記法という。
この縮約記法は行列の積や3項以上の場合にも同様に用いられ、例えば
{\displaystyle \sum _{\kappa ,\tau }a^{\mu }{}_{\kappa }b^{\kappa }{}_{\tau }c^{\tau }{}_{\nu }}
は
{\displaystyle a^{\mu }{}_{\kappa }b^{\kappa }{}_{\tau }c^{\tau }{}_{\nu }}
と略す。
一方、たとえ2箇所の添え字が共通していても、
{\displaystyle \sum _{\mu }a_{\mu }b_{\mu }}、{\displaystyle \sum _{\nu }c^{\nu }d^{\nu }}
のように添え字が両方下つき、もしくは両方上つきの場合は Σ を省略しない。

### 双対基底
(V, η) を4次元ミンコフスキー空間とし、e→0, e→1, e→2, e→3 を (V, η) 上の（正規直交とは限らない）基底とする。このとき、以下の性質を満たす V の基底 e→0, e→1, e→2, e→3 が一意に存在する事が知られており、この基底を e→0, e→1, e→2, e→3 の双対基底という：
任意の μ, ν = 0, ..., 3 に対し、{\displaystyle \eta ({\vec {e}}^{\mu },{\vec {e}}_{\nu })=\delta ^{\mu }{}_{\nu }.}
ここで {\displaystyle \delta ^{\mu }{}_{\nu }} はクロネッカーのデルタである。
正規直交基底の場合は双対基底は非常に簡単に書くことができる：
{\displaystyle ({\vec {e}}^{0},{\vec {e}}^{1},{\vec {e}}^{2},{\vec {e}}^{3})=({\vec {e}}_{0},-{\vec {e}}_{1},-{\vec {e}}_{2},-{\vec {e}}_{3}).}
上でも分かるように、双対基底は元の基底と空間方向の向きが反対である。
本項では正規直交の場合にしか双対基底の概念を用いないが、一般相対性理論を定式化する際には一般の基底に対する相対基底が必要となる為、以下基底は正規直交とは限らない場合について述べる。
双対基底はミンコフスキー計量の成分表示を使って具体的に求めることができる。
{\displaystyle \eta _{\mu \nu }=\eta ({\vec {e}}_{\mu },{\vec {e}}_{\nu })}
とするとき、(ημν)μν の逆行列を ((η−1)μν)μν とすれば、
{\displaystyle {\vec {e}}^{\mu }=(\eta ^{-1})^{\mu \xi }{\vec {e}}_{\xi }}
である。実際、
{\displaystyle \eta ({\vec {e}}^{\mu },{\vec {e}}_{\nu })=(\eta ^{-1})^{\mu \xi }\eta ({\vec {e}}_{\xi },{\vec {e}}_{\nu })=(\eta ^{-1})^{\mu \xi }\eta _{\xi \nu }=\delta ^{\mu }{}_{\nu }}
である。
双対基底の定義から、次が成立する：
e→0, e→1, e→2, e→3 の双対基底の双対基底は e→0, e→1, e→2, e→3 自身である。
以下の議論では、「通常の」基底 e→0, e→1, e→2, e→3 を一組固定し、e→0, e→1, e→2, e→3 をその双対基底とする。しかし上の定理でもわかるように、どちらの基底を「通常の」基底とみなし、どちらを双対基底とみなすのかは任意である。本項では、空間方向が右手系のものを通常の基底とみなし、左手系のものをその双対基底とみなすことにする。

### 共変性と反変性
V の元 a→ を基底 e→0, e→1, e→2, e→3 で表す場合、a→ の各成分の添え字を
{\displaystyle {\vec {a}}=a^{\mu }{\vec {e}}_{\mu }}
のように上つきに書く（アインシュタインの縮約で表記）。一方、a→ を e→0, e→1, e→2, e→3 の双対基底 e→0, e→1, e→2, e→3 を用いて表す場合、a→ の各成分の添え字を
{\displaystyle {\vec {a}}=a_{\mu }{\vec {e}}^{\mu }}
のように下つきに書く。明らかに
{\displaystyle a^{\mu }=\eta ({\vec {a}},{\vec {e}}^{\mu }),\quad a_{\mu }=\eta ({\vec {a}},{\vec {e}}_{\mu })}
である。また正規直交基底の場合は明らかに
{\displaystyle (a^{0},a^{1},a^{2},a^{3})=(a_{0},-a_{1},-a_{2},-a_{3})}
が成立する。
V の2つの元 a→、b→ のミンコフスキー内積をとるとき、一方を基底 e→0, e→1, e→2, e→3 で表し、他方をその双対基底で表すと、
{\displaystyle \eta \left(\sum _{\mu }a^{\mu }{\vec {e}}_{\mu },\sum _{\nu }b_{\nu }{\vec {e}}^{\nu }\right)=a^{0}b_{0}+a^{1}b_{1}+a^{2}b_{2}+a^{3}b_{3}=a^{\mu }b_{\mu }}
と通常の内積のように書け、ミンコフスキー内積特有の符号の煩わしさから解放されるので便利である。
基底を一つ指定したとき、aμ は添え字 μ に対し反変、aμ は添え字 μ に対し共変であるという。これらの名称は、基底を取り替えた際の成分の変化に由来する。すなわち、ミンコフスキー空間上にもう1組の基底 (e′→0, e′→1, e′→2, e′→3) を用意し、基底の間の座標変換が成分表示で
e′→ν = e→μΛμν
と書けていたとすると4元ベクトル a→ の反変成分 a→ = a′νe′→ν = aμe→μ は、
a′ν = (Λ−1)νμ aμ
という関係になるので、ダッシュつきの座標系にうつるとき、基底とは反対に Λμν の逆行列で結ばれる。それゆえ、「反対の変化」、すなわち反変と呼ばれる。
一方、基底の変更に対する共変成分の変化を見るため、双対基底が基底の変更でどのような影響を受けるか調べる。
e′→ν = e→μΓμν
とすると、
{\displaystyle \delta ^{\mu }{}_{\nu }=\eta ({\vec {e}}'^{\mu },{\vec {e}}'_{\nu })=\Gamma ^{\mu }{}_{\xi }\Lambda ^{\kappa }{}_{\nu }\eta ({\vec {e}}^{\xi },{\vec {e}}_{\kappa })} {\displaystyle =\Gamma ^{\mu }{}_{\xi }\Lambda ^{\kappa }{}_{\nu }\delta ^{\xi }{}_{\kappa }=\Gamma ^{\mu }{}_{\xi }\Lambda ^{\xi }{}_{\nu }}
すなわち、Γμν は Λμν の逆行列 (Λ−1)μν であるので、双対基底は
e′→ν = e→μ(Λ−1)μν
という変換規則に従うことがわかる。よって4元ベクトル a→ の共変成分 a→ = a′νe′→ν = aμe→μ は、
a′ν = Λνμ aμ
という関係になるので、ダッシュつきの座標系にうつるとき、基底と共通の行列 Λμν で結ばれる。それゆえ、「共通の変化」、すなわち共変と呼ばれる。

### テンソル
本節ではテンソルに関する基本的な知識を紹介する。ただし本節での解説はミンコフスキー空間 V 上に限定したものであるので、一般の空間で成り立つとは限らない。
n を自然数とする。写像 {\displaystyle T\colon V^{n}\to \mathbb {R} } が以下の性質（多重線形性）を満たすとき、T をn次のテンソルという：
V の任意の4元ベクトル a→μν と任意の実数 kμν に対し、
{\displaystyle {\begin{aligned}&T(\sum _{\nu _{1}}k_{\nu _{1}}^{1}{\vec {a}}_{\nu _{1}}^{1},\ldots ,\sum _{\nu _{n}}k_{\nu _{n}}^{n}{\vec {a}}_{\nu _{n}}^{n})\\&=\sum _{\nu _{1},\ldots ,\nu _{n}}k_{\nu _{1}}^{1}\cdots k_{\nu _{n}}^{n}T({\vec {a}}_{\nu _{1}}^{1},\ldots ,{\vec {a}}_{\nu _{n}}^{n}).\end{aligned}}}
特殊相対性理論で重要なのは主に2次のテンソルであるので、以下2次のテンソルに話を限定するが、一般の場合も同様である。なお、2次のテンソルは数学で二次形式と呼ばれるものと同一である。
2次のテンソル T に対し、
{\displaystyle T({\vec {a}},{\vec {b}})=T({\vec {b}},{\vec {a}})}
が全ての4元ベクトル a→、b→ に対して成り立つとき、T を対称テンソルという。また
{\displaystyle T({\vec {a}},{\vec {b}})=-T({\vec {b}},{\vec {a}})}
が全ての4元ベクトル a→、b→ に対して成り立つとき、T を反対称テンソルという。

#### 成分表示
T をミンコフスキー空間上の2次のテンソルとし、e→0, e→1, e→2, e→3 をミンコフスキー空間の基底とし、e→0, e→1, e→2, e→3 をその双対基底とする。このとき、上述の基底や相対基底を使って T を4通りに成分表示する事が可能である：
{\displaystyle {\begin{aligned}T_{\mu \nu }&=T({\vec {e}}_{\mu },{\vec {e}}_{\nu }),\\T^{\mu }{}_{\nu }&=T({\vec {e}}^{\mu },{\vec {e}}_{\nu }),\\T_{\mu }{}^{\nu }&=T({\vec {e}}_{\mu },{\vec {e}}^{\nu }),\\T^{\mu \nu }&=T({\vec {e}}^{\mu },{\vec {e}}^{\nu }).\end{aligned}}}
4元ベクトル a→, b→ を
{\displaystyle {\vec {a}}=a^{\mu }{\vec {e}}_{\mu }=a_{\mu }{\vec {e}}^{\mu }}
{\displaystyle {\vec {b}}=b^{\nu }{\vec {e}}_{\nu }=b_{\nu }{\vec {e}}^{\nu }}
と成分表示する（アインシュタインの縮約で表記）と、
{\displaystyle T({\vec {a}},{\vec {b}})=T_{\mu \nu }a^{\mu }b^{\nu }=T^{\mu }{}_{\nu }a_{\mu }b^{\nu }=T_{\mu }{}^{\nu }a^{\mu }b_{\nu }=T^{\mu \nu }a_{\mu }b_{\nu }}
が成立する。
上述の4通りの成分表示において、T は上付きの添え字に対し反変、下付きの添え字に対し共変であるという。
4元ベクトルの場合と同様、基底を別のものに取り替えたとき T の各成分は、反変の添え字に関しては基底変換行列の逆行列が、共変の添え字に関しては基底変換行列そのものが作用する。例えば
e′→ν = e→μΛμν
とすると
e′ →ν = e→μ(Λ−1)μν
なので、ダッシュつきの基底に関する成分 T′μν は
{\displaystyle T'^{\mu }{}_{\nu }=T({\vec {e}}'^{\mu },{\vec {e}}'_{\nu })=T({\vec {e}}^{\xi },{\vec {e}}_{\kappa })(\Lambda ^{-1})_{\xi }{}^{\mu }\Lambda ^{\kappa }{}_{\nu }=T^{\xi }{}_{\kappa }(\Lambda ^{-1})_{\xi }{}^{\mu }\Lambda ^{\kappa }{}_{\nu }}
と、上付きの添え字には反変、下付の添え字には共変に変化する。

#### ミンコフスキー計量の成分表示
ミンコフスキー計量 η も二次の対称テンソルであるので、上述のように成分表示できる。
基底が正規直交であれば、ミンコフスキー計量の成分表示は非常に簡単になり、
{\displaystyle (\eta _{\mu \nu })_{\mu \nu }=(\eta ^{\mu \nu })_{\mu \nu }=\left({\begin{array}{cccc}1&&&\\&-1&&\\&&-1&\\&&&-1\end{array}}\right),}
{\displaystyle (\eta _{\mu }{}^{\nu })_{\mu \nu }=(\eta ^{\mu }{}_{\nu })_{\mu \nu }=\left({\begin{array}{cccc}1&&&\\&1&&\\&&1&\\&&&1\end{array}}\right).}
のように書くことができる。

#### 2次のテンソルと線形写像
ミンコフスキー空間上の線形写像 f : V → V が与えられたとき、2次のテンソルを
と定義できる。
逆にミンコフスキー空間上の2次のテンソル T が任意に与えられたとき、(T1)式を満たす線形写像 f が一意に存在する事が知られている。従って2次のテンソルと線形写像を自然に同一視できる。
2次のテンソル T に対応する線形写像は基底 e→0, e→1, e→2, e→3 を用いると、下記のように具体的に書き表す事もできる：
{\displaystyle a^{\mu }{\vec {e}}_{\mu }\mapsto T^{\nu }{}_{\mu }a^{\mu }{\vec {e}}_{\nu }.}

#### テンソル場
ミンコフスキー空間上の各世界点 P にテンソル TP を割り振ったもの（すなわちミンコフスキー空間からテンソルの集合への写像 P ⤅ TP）をテンソル場という。
相対性理論でテンソル場は中核に位置する概念であり、電磁場を初めとして様々なものをテンソル場として表現する。

## 特殊相対性理論における電磁気学
本節では、電磁気学の基本的な概念や方程式を特殊相対性理論に合致する形に書き換える。
以下、慣性系
{\displaystyle (x^{0},x^{1},x^{2},x^{3}),~x^{0}=ct}
を1つ固定し、この慣性系において電磁気学を記述する。詳細は省くが、本節の記述は、他の慣性系で電磁気学を記述したものとローレンツ変換で移りあう事を確認できるので、特殊相対性理論に合致している。
なお、本項では国際単位系を用いる場合に対して記述したが、Landau, Lifshitz (3rd ed.) (1971)などガウス単位系を用いている書籍における定義とは光速度 c のかかる位置が違うなどの差があるので注意が必要である。

### 4元電流密度と連続の方程式
電荷密度 ρ と電流密度 j = (jx, jy, jz) を使って、4元電流密度を、
{\displaystyle (j^{0},j^{1},j^{2},j^{3}):=(c\rho ,j_{x},j_{y},j_{z})}
によって定義する。
すると電磁気学における連続の方程式
{\displaystyle {\frac {\partial \rho }{\partial t}}+\nabla \cdot {\boldsymbol {j}}=0}
は、4元電流密度と4元勾配 (4–gradient) (∂0, ∂1, ∂2, ∂3) を用いて
{\displaystyle \partial _{\nu }j^{\nu }=0}
と表現できる。ここで ∂ν は ∂ / ∂xν の略記である。

### 電磁テンソル
真空の誘電率、透磁率をそれぞれ ε0, μ0 とすると、マクスウェル方程式により導かれる電磁波の速度 1 / √μ0ε0 が真空中の光速度と一致する事が実験・観測により確かめられたので、光の正体は電磁波であると考えられるようになった。この事実から、
{\displaystyle c={\frac {1}{\sqrt {\mu _{0}\varepsilon _{0}}}}}
である。
さらに電場 E = (Ex, Ey, Ez) と磁束密度 B = (Bx, By, Bz) を用いて電磁テンソルを
{\displaystyle (F^{\alpha \beta })_{\alpha \beta }:={\begin{pmatrix}0&-E_{x}/c&-E_{y}/c&-E_{z}/c\\E_{x}/c&0&-B_{z}&B_{y}\\E_{y}/c&B_{z}&0&-B_{x}\\E_{z}/c&-B_{y}&B_{x}&0\end{pmatrix}}}
により定義する。
電磁場を別の慣性系から見た場合、電場と磁束密度がそれぞれ E′ = (E′x, E′y, E′z) と B′ = (B′x, B′y, B′z) であったとし、これらから作った電磁テンソルを F′αβ とする。
F′αβ と Fαβ がローレンツ・ブースト(L4)式で移りあう為の必要十分条件は、
{\displaystyle {\begin{aligned}(E'_{x},B'_{x})&=(E_{x},B_{x}),\\(E'_{y},B'_{y})&=\gamma (E_{y}-|{\boldsymbol {v}}|B_{z},B_{y}+|{\boldsymbol {v}}|E_{z}/c^{2}),\\(E'_{z},B'_{z})&=\gamma (E_{z}+|{\boldsymbol {v}}|B_{y},B_{z}-|{\boldsymbol {v}}|E_{y}/c^{2})\end{aligned}}}
が成立する事である事を簡単な計算で確認できる。ここで v は2つの慣性系の間の相対速度で、γ = 1 / √1 − (|v|/c)2 はローレンツ因子である。
非相対論的極限 v / c ≈ 0 では γ ≈ 1 なので、上述の条件式は、古典電磁気学で知られている慣性系間の変換公式
{\displaystyle {\begin{array}{l}{\boldsymbol {E}}'={\boldsymbol {E}}+{\boldsymbol {v}}\times {\boldsymbol {B}},\\{\boldsymbol {B}}'={\boldsymbol {B}}-{\boldsymbol {v}}\times {\boldsymbol {E}}/c^{2}\end{array}}}              (E1)
に一致する。
よって電磁テンソルはローレンツ変換に対して共変であると結論づけられる。

### 相対性理論以前の解釈
特殊相対性理論以前のマックスウェル方程式の解釈には非対称性があった。例えば磁石を固定されたコイルに近づけた場合は電磁誘導により電流が流れると解釈されるが、逆にコイルを固定された磁石に近づけた場合はローレンツ力で電子が動かされることにより電流が流れると解釈された。今日的な視点から見れば、これら2つのケースは単なる慣性系の取り替えに過ぎないにも関わらず、両者の解釈が異なるのは不自然である。事実、流れる電流の量はどちらのケースであっても同一であり、磁石とコイルの相対速度だけで決まる。
このような非対称な解釈になったのは、当時は電場と磁束密度は完全に別概念であったことによる。(E1)式も、今日の目から見ると電場と磁束密度を電磁テンソルという同一のテンソルとしてまとめるべき事を示唆しているように見えるが、当時は(E1)式の第二項はあくまでも「仮想的な」電場や磁束密度の効果であるとみなされた。
上述したような理論の非対称性の解消に関心のあったアインシュタインは、特殊相対性理論によりこの非対称性を解消した。

### マクスウェル方程式

#### 電磁テンソルによる表現
すでに電磁テンソルがローレンツ変換に対して共変であることを示したので、マクスウェル方程式を電磁場テンソルで表せば、マクスウェル方程式もローレンツ変換に対して共変であることを示せる。
電磁テンソルと4元電流密度を使うとマクスウェル方程式の2式
{\displaystyle {\begin{aligned}\nabla \cdot {\boldsymbol {E}}&={\frac {\rho }{\epsilon _{0}}}\\\nabla \times {\boldsymbol {B}}-{\frac {1}{c^{2}}}{\frac {\partial {\boldsymbol {E}}}{\partial t}}&=\mu _{0}{\boldsymbol {j}}\end{aligned}}}
はいずれも
{\displaystyle \partial _{\alpha }F^{\alpha \beta }=\mu _{0}j^{\beta }}
と同一の形で表現でき、残りの2式
{\displaystyle {\begin{aligned}\nabla \cdot {\boldsymbol {B}}&=0\\{\frac {\partial {\boldsymbol {B}}}{\partial t}}+\nabla \times {\boldsymbol {E}}&=0\end{aligned}}}
はいずれも
{\displaystyle \partial _{\gamma }F_{\alpha \beta }+\partial _{\alpha }F_{\beta \gamma }+\partial _{\beta }F_{\gamma \alpha }=0}（α, β, γ は相異なる）
と同一の形で表現できる。なお、リッチ計算の記法を用いると、上の式は
{\displaystyle \partial _{[\alpha }F_{\beta \gamma ]}=0}
とも表記できる。
マクスウェル方程式は微分形式と外微分を用いるとさらに簡潔に表現できる事が知られているが、微分形式に関する予備知識を必要とするので本節では述べない（マクスウェル方程式#微分形式による表現を参照）。

#### 4元ポテンシャルによる表現
電磁場には必ず以下の条件をみたす組 φ, A（電磁ポテンシャル）が存在する事が知られている
{\displaystyle {\boldsymbol {B}}=\operatorname {rot} {\boldsymbol {A}}}、{\displaystyle {\boldsymbol {E}}=-\operatorname {grad} \phi -{\frac {\partial {\boldsymbol {A}}}{\partial t}}}
              (E2)
本節では、電磁ポテンシャルの4元ベクトル版である4元ポテンシャル
{\displaystyle {\vec {A}}=(A^{0},A^{1},A^{2},A^{3}):=(\phi /c,{\boldsymbol {A}})}
を用いる事で、マクスウェル方程式を表現する。
1つの電磁場に対し(E2)式を満たす電磁ポテンシャルは一意ではない事が知られている。そこでローレンツ共変性を損ねない形で電磁ポテンシャルを制限するため、4元勾配を使った以下の条件（ローレンツ・ゲージ）を課す：
{\displaystyle {\frac {\partial A^{\alpha }}{\partial x^{\alpha }}}=0.}
このとき、マクスウェル方程式は4元電流密度を用いて
{\displaystyle \Box {\vec {A}}=\mu _{0}{\vec {j}}}
という一本の式で書き表せる。ここで
{\displaystyle \Box :={\frac {1}{c^{2}}}{\frac {\partial ^{2}}{\partial t^{2}}}-{\frac {\partial ^{2}}{\partial x^{2}}}-{\frac {\partial ^{2}}{\partial y^{2}}}-{\frac {\partial ^{2}}{\partial z^{2}}}}
はダランベルシアンである。

### ローレンツ力と運動方程式
今、電荷 q を持った質点があるとし、この質点の4元速度を u→ とし、u→ の反変成分を (u0, u1, u2, u3) とする。このとき、この質点が電磁場から受ける4元力を、電磁場テンソル Fαβ を用いて
{\displaystyle f^{\alpha }=qF^{\alpha \beta }u_{\beta }}
によって定義すると、この4元力からできる質点の運動方程式は
{\displaystyle {\frac {\mathrm {d} p^{\alpha }}{\mathrm {d} \tau }}=qF^{\alpha \beta }u_{\beta }}
である。ここで pβ は質点の4元運動量の β 成分で、τ は質点の固有時間である。
上の運動方程式は α = 0, 1, 2, 3 に対して定義されているが、4元運動量と4元速度の空間成分（の共変表現）p = (p1, p2, p3), v = (u1, u2, u3) に着目すると、電磁場テンソルの定義より、運動方程式の空間成分は
左辺の空間成分 {\displaystyle =\gamma {\frac {\mathrm {d} {\boldsymbol {p}}}{\mathrm {d} t}}}
右辺の空間成分 {\displaystyle =\gamma q({\boldsymbol {E}}+{\boldsymbol {v}}\times {\boldsymbol {B}})}
となることがわかる。ここで γ はローレンツ因子 1 / √1 − (|v|/c)2 である。
すなわち相対論における運動方程式の空間成分は、ローレンツ力に関する運動方程式
{\displaystyle {\frac {\mathrm {d} {\boldsymbol {p}}}{\mathrm {d} t}}=q({\boldsymbol {E}}+{\boldsymbol {v}}\times {\boldsymbol {B}})}
と完全に一致する。
運動方程式の時間成分に関しては、cp0 が質点のエネルギー E を表していた事に着目すると、
左辺の時間成分 {\displaystyle ={\frac {\gamma }{c}}{\frac {\mathrm {d} E}{\mathrm {d} t}}}
右辺の時間成分 {\displaystyle ={\frac {\gamma }{c}}(q{\boldsymbol {E}}\cdot {\boldsymbol {v}})}
なので、下記の式が従う：
{\displaystyle {\frac {\mathrm {d} E}{\mathrm {d} t}}=q{\boldsymbol {E}}\cdot {\boldsymbol {v}}=q({\boldsymbol {E}}+{\boldsymbol {v}}\times {\boldsymbol {B}})\cdot {\boldsymbol {v}}.}
右辺は単位時間当たりに電磁場のローレンツ力が質点に対してした仕事なので、この式はローレンツ力による仕事がエネルギーに変わる事を意味している。すなわちこれは、エネルギー保存則にあたる式である。

## 特殊相対性理論の実験的検証
特殊相対性理論は、次のような事象からも検証されている。
- 電場と磁場の統一理論としての特殊相対性理論の検証[注 26]
電流が流れる電線の周りに磁場が生じる。
- 時計の遅れの検証
  - 横方向のドップラー効果の測定（赤道上の時計の遅れの実験）[53][注 27]
メスバウアー効果を起こす放射線源とその吸収体について、放射線源を回転する円盤の中心に、吸収体を円周に配置して回転させるとメスバウアー効果が発生しなくなる[54][55], 第7,8章[注 28]。
  - ハフェル–キーティング実験 (Hafele–Keating experiment)
航空機で運んだ原子時計と地上で静止したままの原子時計との間に発生するズレが理論と誤差（不確定性原理も含む）の範囲で一致する[56]。なお、この実験における相対論効果は
    1. 特殊相対性理論における運動によるいわゆる時計の遅れ、
    2. 一般相対性理論における重力偏移によるいわゆる時計の遅れ、
    3. サニャック効果（Sagnac effect）

の3つが複合して現れる[注 29]。
  - 粒子の平均寿命の延長
宇宙線の衝突により発生する非常に寿命の短い粒子が、単純に光速度程度で移動したと考えても数百メートル程度しか移動できないはずであるのに、地上で観測することができる。また、粒子加速器で粒子を光速近くまで加速すると、崩壊するまでの寿命が延びる。なお、この寿命の延びは厳密に特殊相対性理論による予測に従う。
- 質量とエネルギーの等価性
オットー・ハーンは核分裂を発見したが、この反応の際の質量欠損により、大量のエネルギーが放出された。この放出は特殊相対性理論の帰結のひとつである質量とエネルギーの等価性 E = mc² において欠損相当の質量に換算される原子核内部の核子の結合エネルギーである。
- その他
光速近くまで加速した電子等の荷電粒子を磁場によって曲げると、放射光と呼ばれる光が発生する。この光は特殊相対性理論の効果により前方に集中し、粒子軌道の接線方向への極めて指向性の高い光となる。

## 一般相対性理論へ
特殊相対性理論すなわち慣性力のない慣性系を対象とする理論体系が一通り出来上がった後、アインシュタインは、非慣性系と重力場へ対象を広げる仕事に取り組み、より一般的な理論である一般相対性理論を導いた。
特殊相対性理論では「あらゆる慣性系どうしが等価である」ことを原理としたが、さらに「慣性力と重力は本質的に区別がなく等価である」との視点に立ち、一般相対性理論を展開した。一般相対性理論によると、離れた観測者には光は速さが変化し曲線を描いて見える。この理論は、ニュートンの万有引力論による物理事象の捉え方を、全面的かつ発展的に書き換える内容である。
一般相対性理論では思索の対象を慣性系以外にも広げており、その名の通り、特殊相対性理論は一般相対性理論の「特殊な場合」に相当し、一般相対性理論は特殊相対性理論を包含する理論である。これらの2つの相対性理論を総称して（あるいは、両者を区別をせずに）相対性理論と呼ぶこともある。